# Савченко В'ячеслав Павлович
В’ячеслав Павлович Савченко (нар. 26 червня 1982) — український військовослужбовець, старший сержант Збройних Сил України, учасник російсько-української війни, який відзначився під час відбиття російського вторгнення в Україну.  

## Життепис
Житель Шабівської сільської громади Білгород-Дністровського району.
Учасник бойових дій російсько-української війни з 11 березня 2022 року по теперішній час. 
13 червня 2025 року у Маріїнському палаці Президент України Володимир Зеленський подякував за захист України і вручив відзнаку Президента України «Хрест бойових заслуг» групі військовослужбовців, серед яких старший сержант Савченко. Під час заходу повідомлялося, що він «у 2022 році утримував позиції на Херсонщині, у 2023-му обороняв та звільняв населені пункти Донеччини. На чолі штурмової групи організував прорив, зачистку позицій та евакуацію поранених поблизу Кринок. У жовтні торік зазнав поранення FPV-дроном, але до прибуття резервів ще впродовж чотирьох днів залишався на позиції та керував обороною». 

## Нагороди
- Орден «За мужність» ІІІ ступеня (17 квітня 2023) — за особисту мужність, виявлену у захисті державного суверенітету та територіальної цілісності України, самовіддане виконання військового обов’язку[3];
- Відзнака Президента України «Хрест бойових заслуг» (19 травня 2025) — за особисту мужність, виявлену у захисті державного суверенітету та територіальної цілісності України, самовіддане виконання військового обов’язку[4].

Також отримав нагороди: 
- «Найкращий сержант Збройних Сил України» (2023);
- Медаль «За хоробрість у бою» (2023);
- Відзнака Міністерства оборони України — медаль «Захиснику України» (2024);
- Відзнака Головнокомандувача ЗСУ «Хрест Військова честь» (2024);
- відзнаки від 35 бригади Морської піхоти за форсування Дніпра.